# レスター・スクウェア
レスター・スクウェア（英語: Leicester Square）は、ロンドン中心部ウエストミンスター区ウエストエンドにあるスクウェア(正方形の広場)である。広場周辺の地域を指して「レスター・スクウェア」と呼ぶこともある。周囲には劇場、プレミア公演が行われる映画館、レストラン、ナイトクラブなど娯楽施設やラジオ局やMTVのスタジオなどメディア企業が集積している。ロンドン地下鉄の最寄り駅はレスター・スクウェア駅。

## 概要

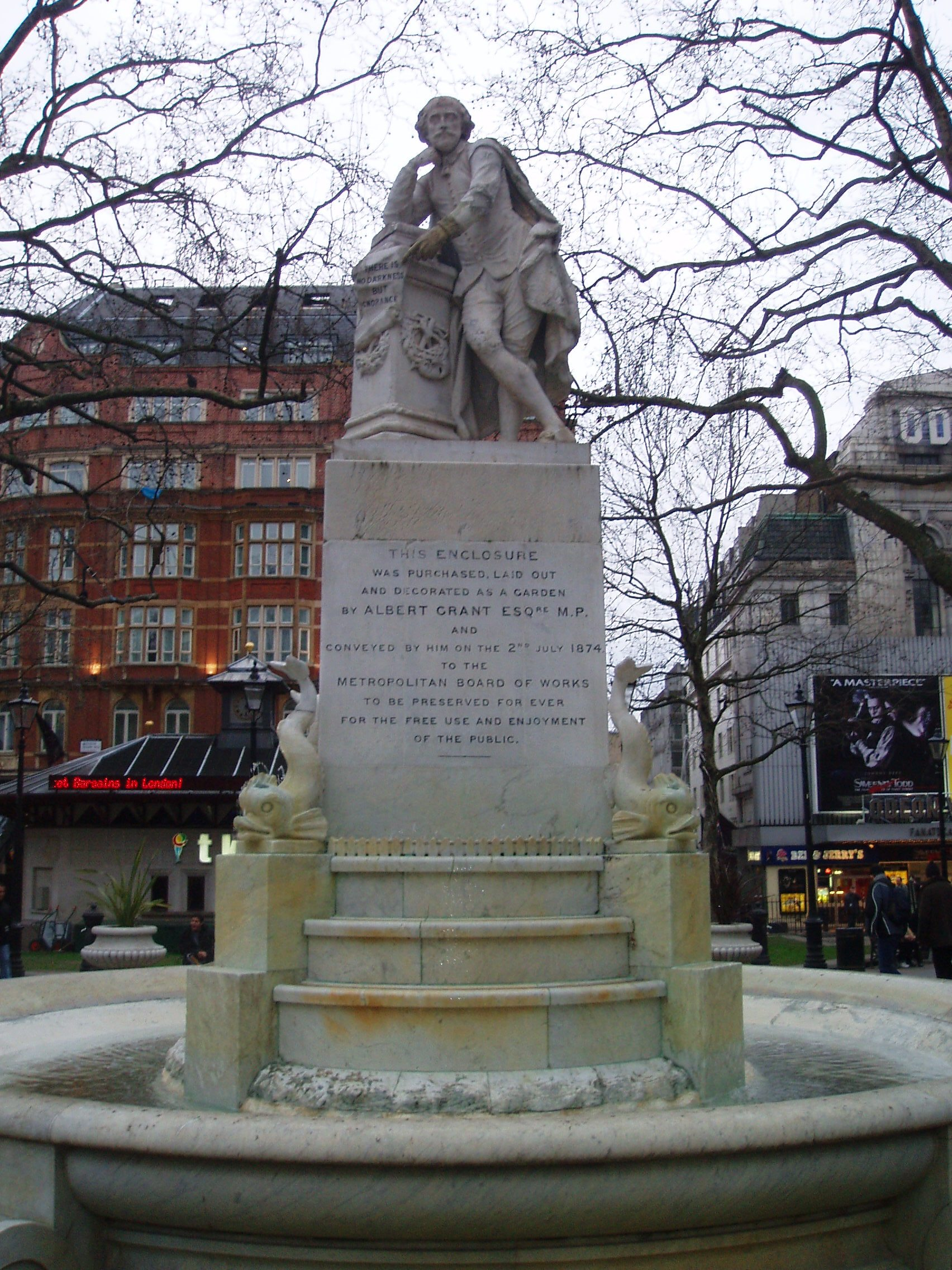
シェイクスピア像

レスター・スクウェアはロンドンの中心ともいえる場所の一つ。この広場の南にトラファルガー広場、西にピカデリー・サーカス、東にコヴェント・ガーデン、北にケンブリッジ・サーカスがあり、広場からそれぞれ約350メートルの距離である。また広場のすぐ西側はチャリング・クロスで、広場とケンブリッジ・サーカスの間にはヨーロッパ最大級の中華街 (London Chinatown)がある。
歩行者専用のこの広場は一年中、人の往来が激しいが、クリスマスシーズンに移動遊園地が設置される頃や大晦日、そして中華街がもっとも活気に満ちる春節には特に賑わう。
広場の真ん中には小さな公園がある。この公園にはこの場所に縁がある著名英国人の彫像が設置されている。公園の中央にはシェイクスピア、公園の四隅にはこの広場周辺に住んでいた、ニュートン（科学者）、ジョシュア・レノルズ（画家）、ジョン・ハンター（外科医）、ウィリアム・ホガース（画家）の像がある。また1981年にチャールズ・チャップリンの像も追加された。公園には大英帝国の植民地への距離を示すモニュメントも設置されている。
広場の周辺にはイギリス最大規模の座席数（約2000席）を備えた映画館が複数ある。中でも有名なのはオデオン・シネマズでハリー・ポッターなどの映画がここで封切られている。
周辺には多くの劇場があり、ミュージカルも多数上演されている。公園前にはチケット販売店もある。

## 歴史

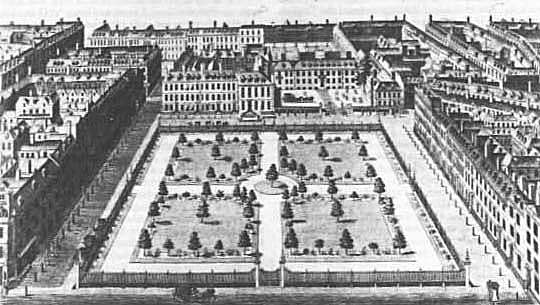
1750年頃のレスター・ハウスと広場

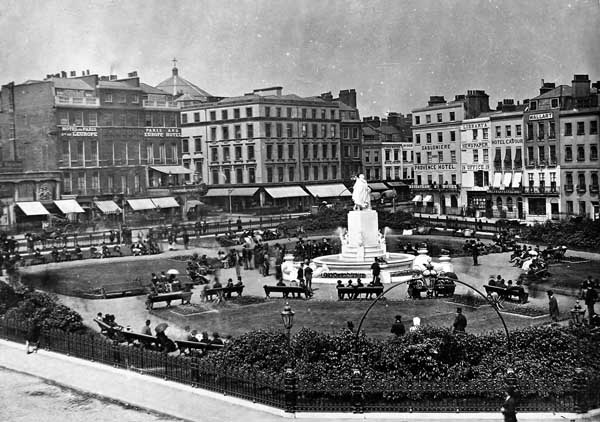
1880年頃のレスター・スクウェア

'レスター・スクウェア'という名称は、17世紀の駐フランス英国大使のRobert Sidney・レスター伯爵に由来する。17世紀前半までSt Martin-in-the-Fields教会の敷地だったこの場所に1631年、伯爵は許可を得て、邸宅「レスター・ハウス (Leicester House)」を建てた。ところが、元々公共の土地だった場所を堀と塀で覆ってしまったために、困った教会関係者が国王チャールズ1世に訴え出る。国王は、審議の結果、邸宅はそのままに出入り自由の土地に戻すように命じた。以来、17世紀と18世紀の大半、フレデリック・ルイス英国王太子など、その時々のレスター・ハウスの所有者とともに、この場所は高貴な場所と見なされていく。

18世紀後半、産業革命の勃興とイギリスの急速な発展とともに、この場所も高貴な場所から娯楽の場所へと変貌していく。「レスター・ハウス」も1792年に取り壊された。その後、1848年、Tulk v. Moxhayという裁判の中でレスター・スクウェアは注目を浴びる。裁判は、過去において「建物を建てないこと」を条件に売られた土地が転売された際にも過去の購入者の購入条件は維持されるべきか、というものだったが、その土地こそが現在のレスター・スクウェアだったのだ。Cottenham伯爵が下した判決は、購入者は条件付きながら、前購入者の約束に束縛されるというものだった。このような論争に巻き込まれた広場は1874年、Albert Grant (1830–1899)がこの広場の土地を買い取り、広場も整備したうえで、すべて首都公共事業委員会(Metropolitan Board of Works)に寄付した。以降、レスター・スクウェアは公式に公共の土地になり、娯楽産業は20世紀中も集積し続け、21世紀に至っている。

## ギャラリー

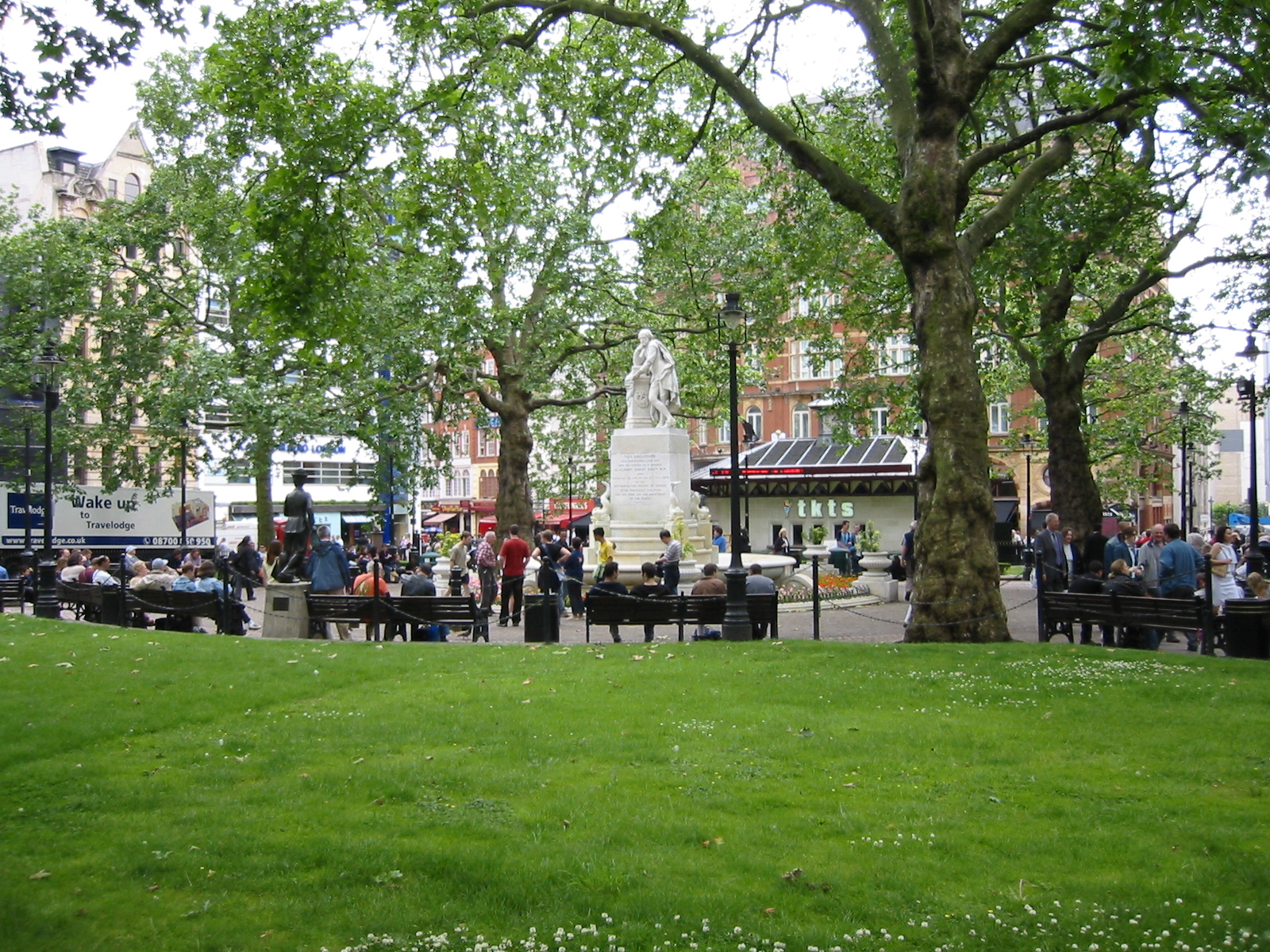
広場の中心にある公園
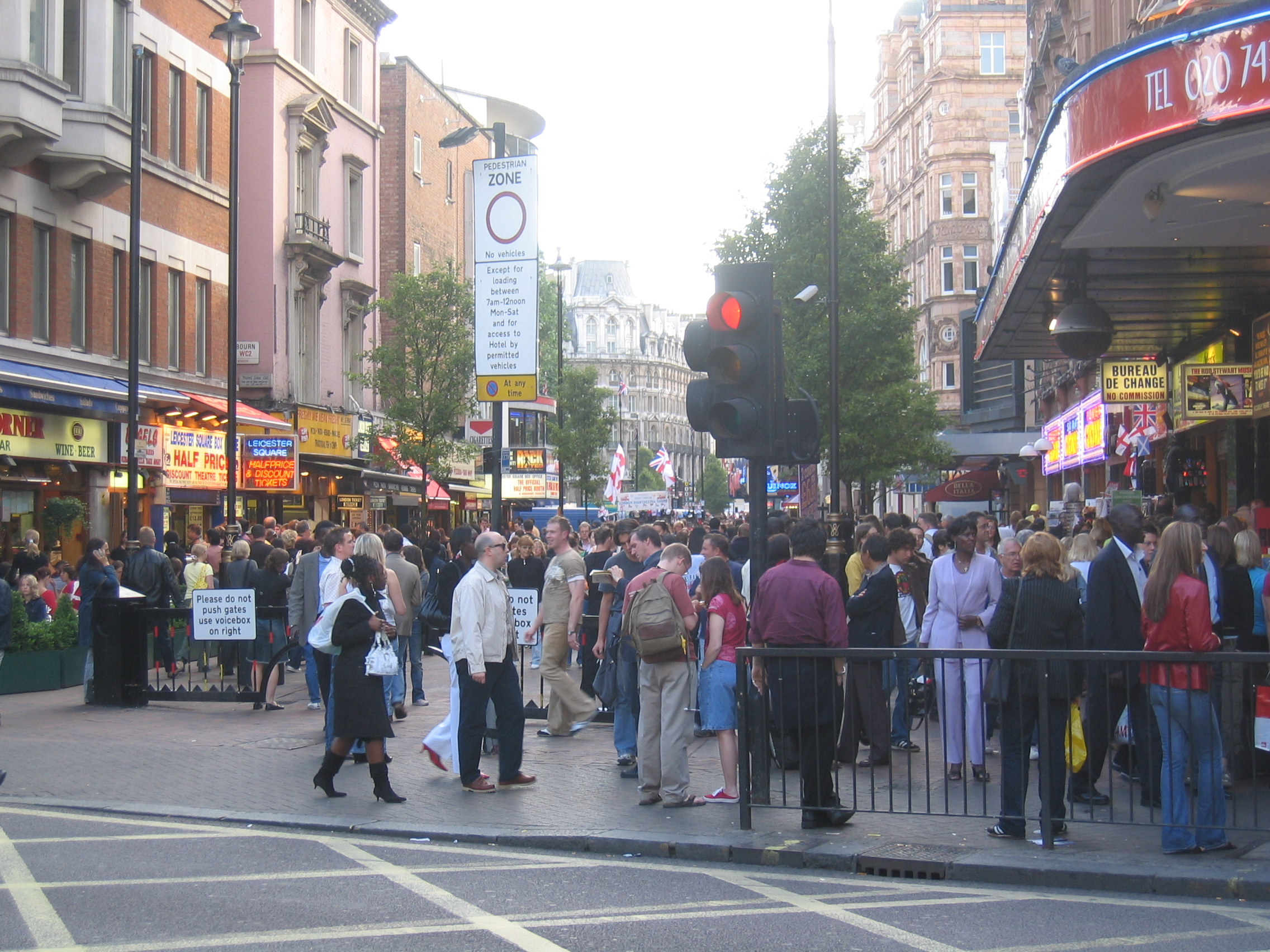
金曜日のレスター・スクウェア
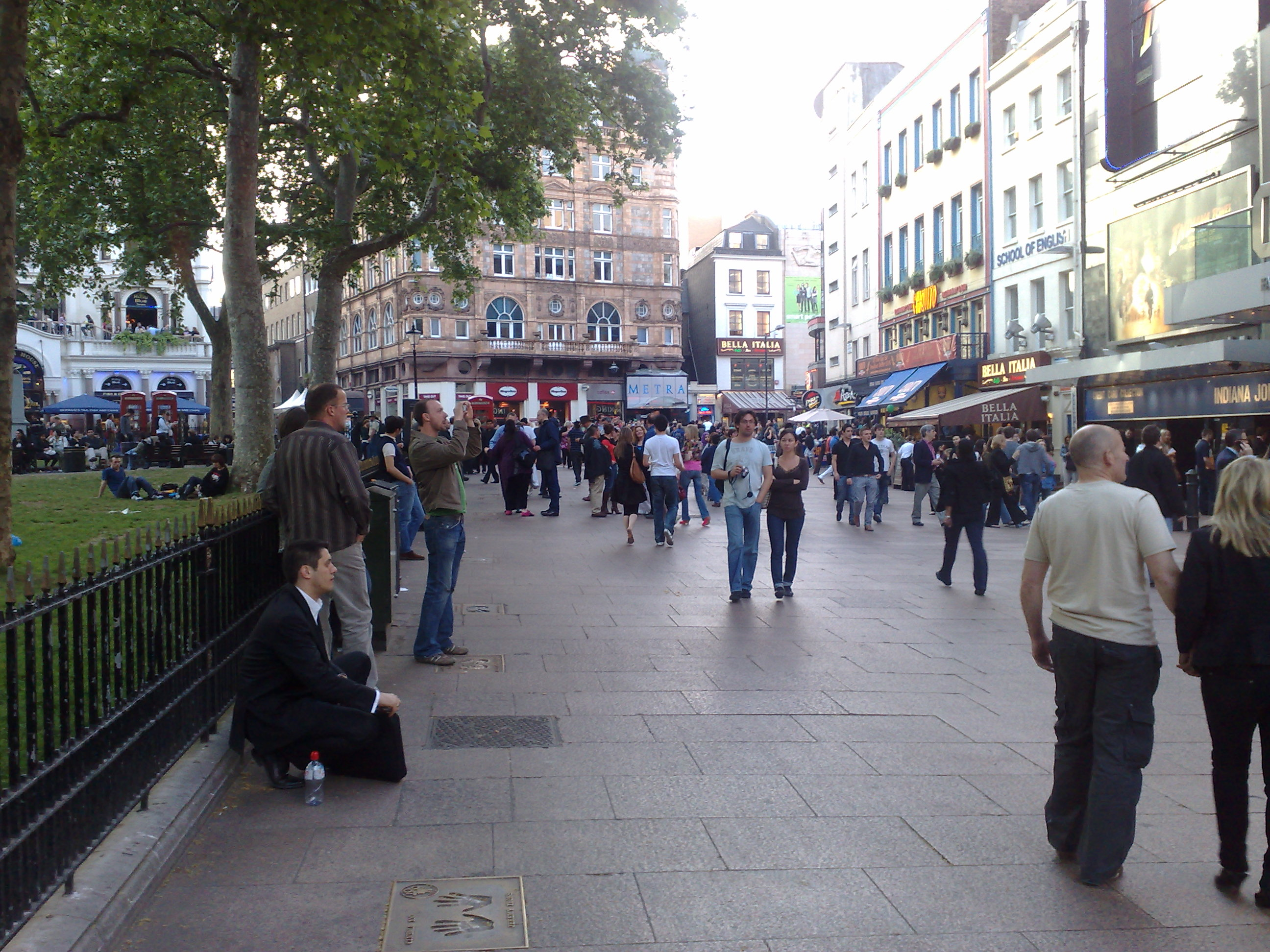
オデオン・シネマズ前
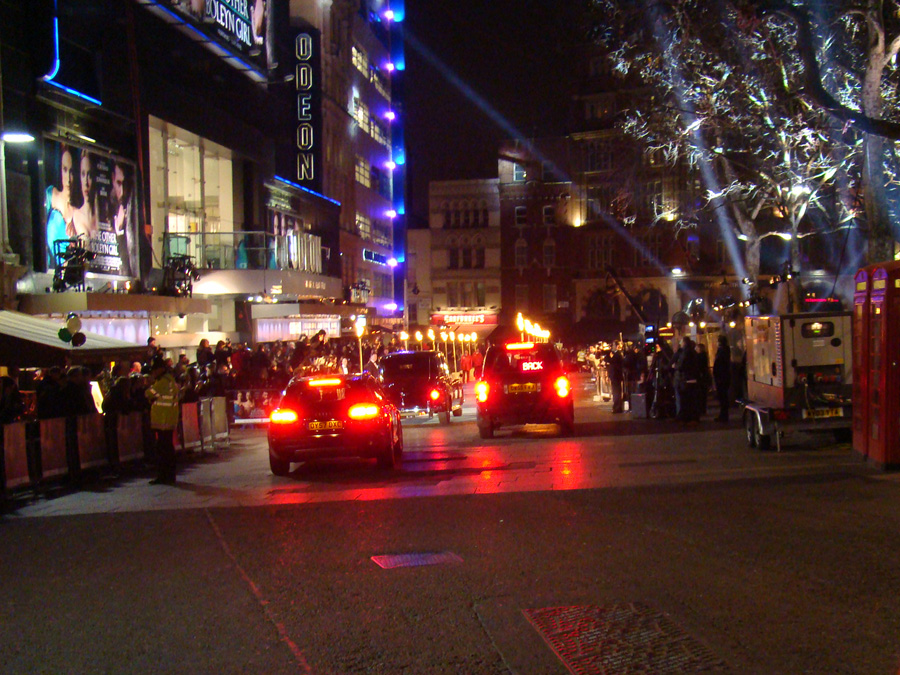
プレミア公演
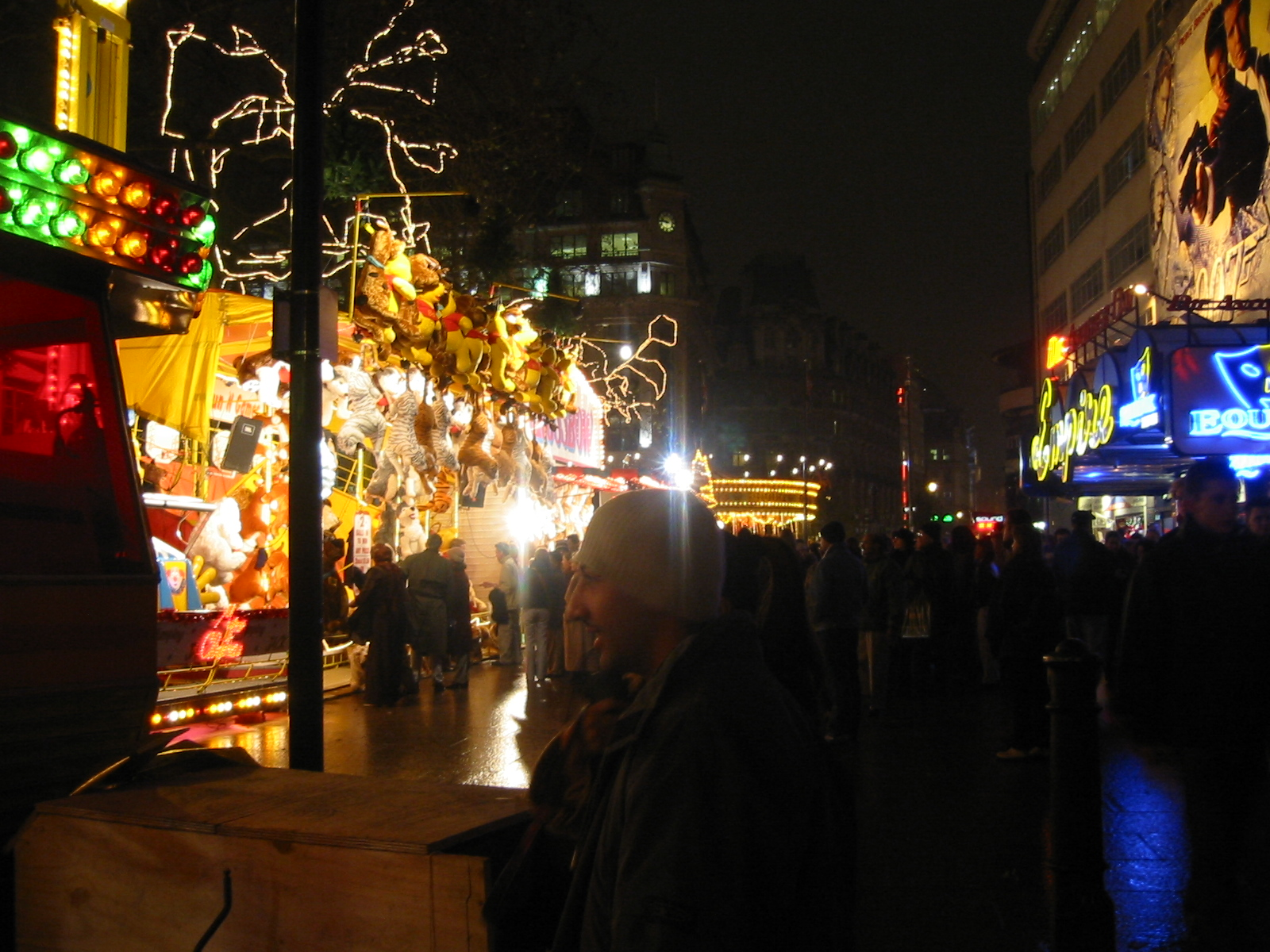
移動遊園地
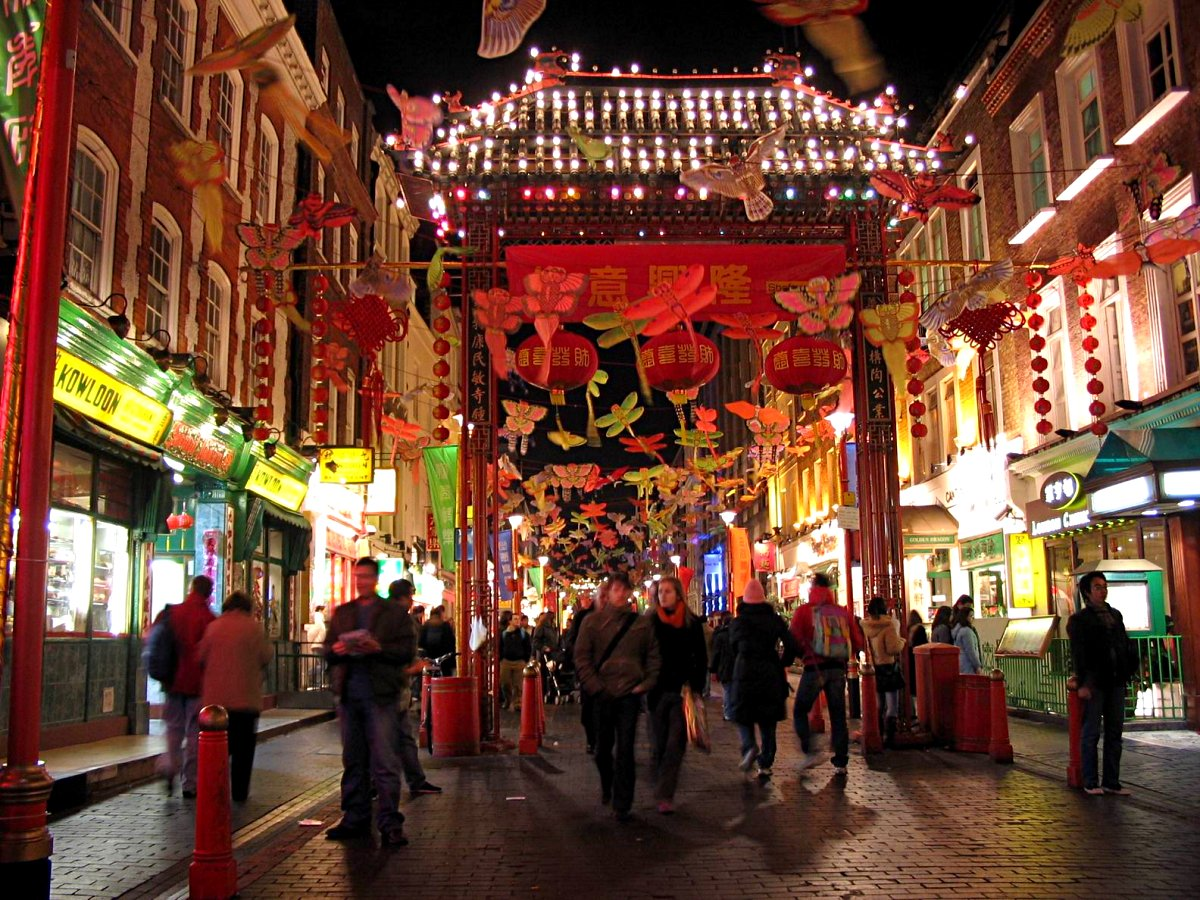
隣接する中華街